# Podagrionella caudata
Podagrionella caudata är en stekelart som beskrevs av T.C. Narendran 1994. Podagrionella caudata ingår i släktet Podagrionella och familjen gallglanssteklar. Inga underarter finns listade i Catalogue of Life.